# Disharmonic Orchestra
Disharmonic Orchestra (česky disharmonický orchestr) je rakouská metalová kapela založená roku 1987 ve městě Klagenfurt am Wörthersee Patrickem Klopfem a Martinem Messnerem, záhy se přidal kytarista Harald Bezdek (v roce 1988 odešel). Skupina patří společně s kapelami Pungent Stench a Disastrous Murmur mezi pionýry rakouského death metalu. Do své tvorby postupně začlenila další prvky a její projev se dá k roku 1994 označit jako avantgardní metal. Kapela má dvě verze loga, starší a modernější.
V roce 1988 vyšla tři dema The Unequalled Visual Response Mechanism, Requiem for the Forest a Hypophysis Rehearsal, poté v roce 1989 splitko s kolegy Pungent Stench a první EP Successive Substitution.
První LP vyšlo o rok později (1990) a dostalo název Expositionsprophylaxe.
Po třetí dlouhohrající desce Pleasuredome z roku 1994 se kapela rozpadla. Znovu se zformovala v roce 2001. Členové kapely měli společně s Haraldem Bezdekem vedlejší grind/noisecoreový projekt Leptosome.
Skladby „Disappeared with Hermaphrodite Choirs“ a „Interposition“ se objevily na CD kompilaci z roku 1990 Death... is just the beginning hudebního vydavatelství Nuclear Blast.
Dříve nezveřejněná skladba „Just a Thought“ vyšla na CD kompilaci z roku 1992 Death... is just the beginning II rovněž od Nuclear Blast.

## Diskografie

### Dema
- The Unequalled Visual Response Mechanism (1988)
- Requiem for the Forest (1988)
- Hypophysis Rehearsal (1988)

### Studiová alba
- Expositionsprophylaxe (1990)
- Not to Be Undimensional Conscious (1992)
- Pleasuredome (1994)
- Ahead (2002)
- Fear of Angst (2016)

### EP
- Successive Substitution (1989)

### Singly
- (It Was) Just a Thought / Mind Seduction (1992)

### Split nahrávky
- Pungent Stench / Disharmonic Orchestra (1989, společně s Pungent Stench)